# Synagoge (Norden (Ostfriesland))

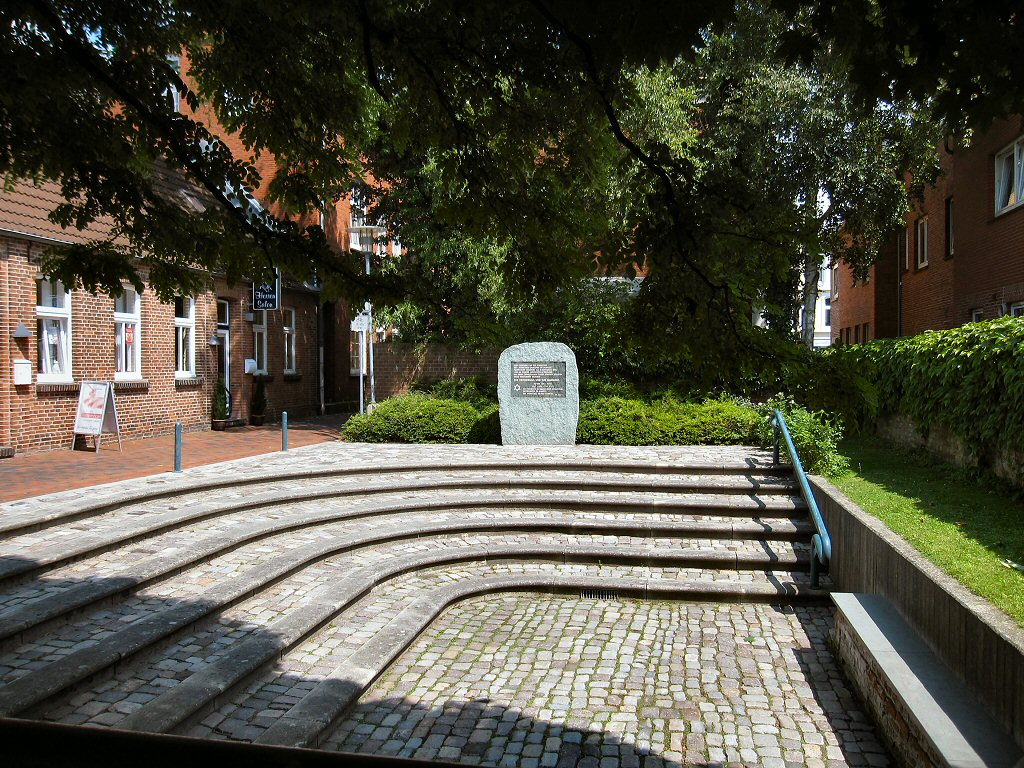
Synagogengedenkstätte in Norden (Ostfriesland)

Die ehemalige Synagoge in Norden (Ostfriesland) existierte von 1804 bis 1938. Während der Novemberpogrome 1938 zerstörten örtliche Nationalsozialisten das Gebäude. Die dazugehörige jüdische Gemeinde löste sich danach auf. Die letzten Juden verließen die Stadt im Oktober 1940.

## Baubeschreibung
In ihrem Aussehen war die Synagoge der reformierten Bargeburer Kirche sehr ähnlich. Wie diese war sie ein schlichter Bau aus Backstein mit hohen Bogenfenstern. Er war mit einem Walmdach versehen. Über dem Eingangsportal befand sich eine Inschrift: Betretet seine Tore mit Dank, seine Vorhöfe mit Lobgesang (Ps 100,4 ). In der Mitte wurde das Baujahr angezeigt. Darüber befand sich eine Erinnerungstafel mit den Namen der Vorsitzenden der Gemeinde sowie die Worte Lasse Dein Angesicht auf Dein Heiligtum leuchten(Daniel 9,17 )
Die Einrichtung der Synagoge folgte dem traditionellen sephardischen Stil. An der Ostseite des Gebäudes befand sich der Thoraschrein. Im Zentrum des Gebäudes stand der Almemor, ein Pult, auf das die Tora bei der Lesung gelegt wird. Die Bänke für die Männer standen in Längsrichtung an den Seitenwänden. Zu den weiteren Ausstattungsgegenständen gehörten große Messing-Kronleuchter wie man sie auch in vielen Kirchen der Region findet.

## Geschichte
Die jüdische Gemeinde von Norden war eine der ältesten in Ostfriesland. Es ist unklar, wann sie sich gründete. Das früheste Zeugnis einer jüdischen Niederlassung in Norden ist ein Brief, den die Emder und Norder Juden am 17. September 1577 an die Gräfin Agnes von Hoya sendeten. Der Schutzbrief für den Norder Juden Meyer und seine Familie ist der älteste, der bis heute erhalten ist. Die Gemeinde dürfte jedoch viel älter sein. Das geht aus einem Schreiben des in Norden ansässigen Hofjuden Meyer Calmans an die Fürstin Christine Charlotte hervor. Er schrieb am 22. August 1669, dass die Juden in Norden schon vor hundert Jahren ein Stück Land gepachtet hatten, um darauf einen Friedhof anzulegen. Dies war der älteste jüdische Friedhof in Ostfriesland.
Wann die Gemeinde ihren ersten Gebetsraum einrichtete, ist unklar. 1679 erwarb sie ein Haus an der nördlichen Judenlohne (heute Synagogenweg/Ecke Neuer Weg), das sie bis 1804 als Synagoge (Betraum), Schule und Wohnhaus nutzte. Auch eine Mikwe war in dem Gebäude untergebracht. Vielleicht wurde das Gebäude zuvor bereits mietweise als Betsaal/Synagoge mit Mikwe genutzt.
Rund um dieses Haus entstand ab 1804 das jüdische Gemeindezentrum. Es befand sich zwischen dem Neuen Weg, der Hauptgeschäftsstraße von Norden, und der Uffenstraße, die den Marktplatz mit dem alten Hafen verbindet. Das Grundstück hatte seit 1752 der jüdischen Familie Bargerbuhr gehört. Noch 1804 begann der Bau der Synagoge (heute: Synagogenweg 1), für die der preußische König 100 Reichstaler bewilligte. Den Rest der Bausumme finanzierten Gemeindemitglieder und nichtjüdische Spender aus Aurich, Emden und Greetsiel.

### Novemberpogrome 1938
In der Nacht vom 9. auf den 10. November 1938 kam es auch in Norden zu den von der Reichsleitung der Nationalsozialisten befohlenen Ausschreitungen gegen die Juden, die später als „Reichskristallnacht“ oder Novemberpogrome 1938 bezeichnet wurden. Kreisleiter Lenhard Everwien wurde in der Nacht durch Telefonanrufe von seinen Vorgesetzten in Oldenburg und Emden geweckt. Er erhielt den Befehl, alle vor Ort verfügbaren Kräfte für eine Vergeltungsaktion gegen die Juden bereitzuhalten. Parallel dazu wurde die Norder Feuerwehr über die geplante Aktion informiert. Sie sollte nicht eingreifen und sich darauf beschränken, ein Übergreifen der Flammen auf umliegende Häuser zu verhindern. Um das zu gewährleisten, war sie bereits vor dem Brandanschlag vor Ort. Gemeinsam mit zwei anderen SA-Mitgliedern organisierte Everwien Benzin bei einer Norder Tankstelle, während andere SA-Mitglieder die vorgesehene Brandstelle mit Seilen absperrten. Nach einigen missglückten Versuchen ging die Synagoge schließlich in Flammen auf und brannte bis auf die Grundmauern nieder. Die Verantwortung dafür schoben die Nationalsozialisten noch in der Nacht dem Synagogendiener sowie dem Lehrer Klein zu. Anschließend wurde die Synagogenruine einem Norder Altwarenhändler zur Beseitigung und Wiederverwertung der Überreste übergeben.

### Nachkriegszeit und Gedenken
Nach dem Krieg benannte die Stadt Norden die ehemalige Judenlohne 1946 in Synagogenweg um. Der Platz zwischen Sandpfad und Judenstraße, auf dem die Synagoge und die Schule gestanden hatten, wurde eingeebnet und überbaut. Im September 1985 wurde ein Grundmauernfragment der Synagoge freigelegt. Die Ökumenischen Arbeitsgruppe Synagogenweg gründete sich noch im selben Jahr und bemühte sich um die Einrichtung einer Gedenkstätte am Ort der ehemaligen Synagoge. Zwei Jahre später kaufte die Stadt Norden das Grundstück und ließ dort eine Gedenkstätte einrichten, in deren Zentrum ein Gedenkstein für die beim Novemberpogrom niedergebrannte Synagoge steht. Diese wurde während einer "Woche der Begegnung" am 21. Juni 1987 in Anwesenheit ehemaliger Norder Juden und deren Angehörigen eingeweiht.

## Weitere Gebäude im ehemaligen jüdischen Gemeindezentrum von Norden
Die Gebäude des ehemaligen jüdischen Gemeindezentrums von Norden sind bis auf die Synagoge weitgehend erhalten. Damit ist das Ensemble einzigartig in Ostfriesland.

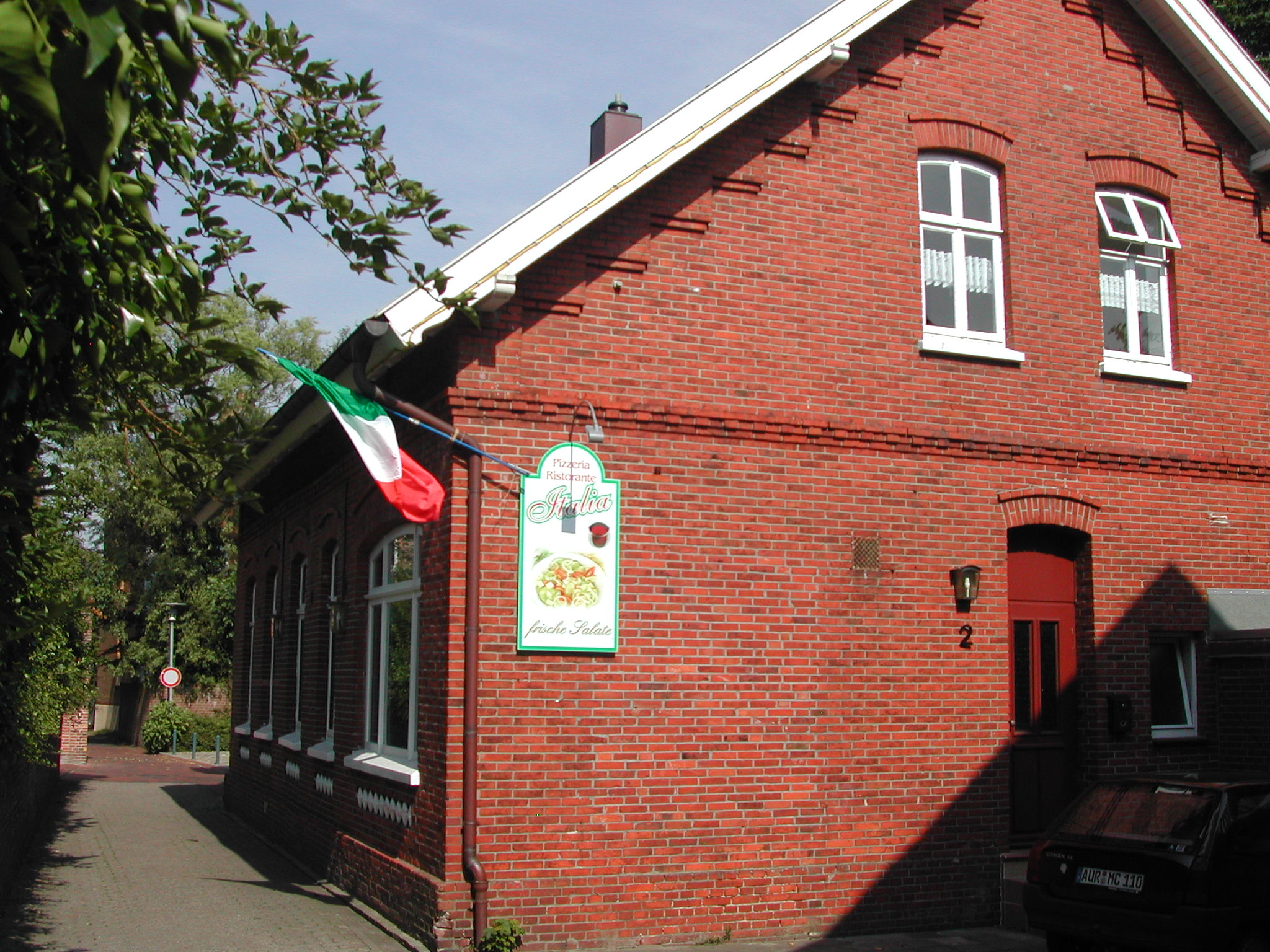
Ehemaliges jüdisches Sekretariat in Norden

Neben der Synagoge errichtete die Gemeinde an der Judenlohne (heute: Synagogenweg 2) im gleichen Jahr (1804) ein weiteres Gebäude mit einer Wohnung für einen Gemeindebediensteten (Vorsänger oder Synagogendiener) sowie einem Raum für Gemeindeversammlungen, einem Sekretariat, dem Lager für Sargholz und Totenbahren und einer Mikwe im Keller. 1891 ließ die Gemeinde das Haus neu erbauen. Neben der Eingangstür sind die Namen von Gemeindeausschuss und Baukommission zu lesen.

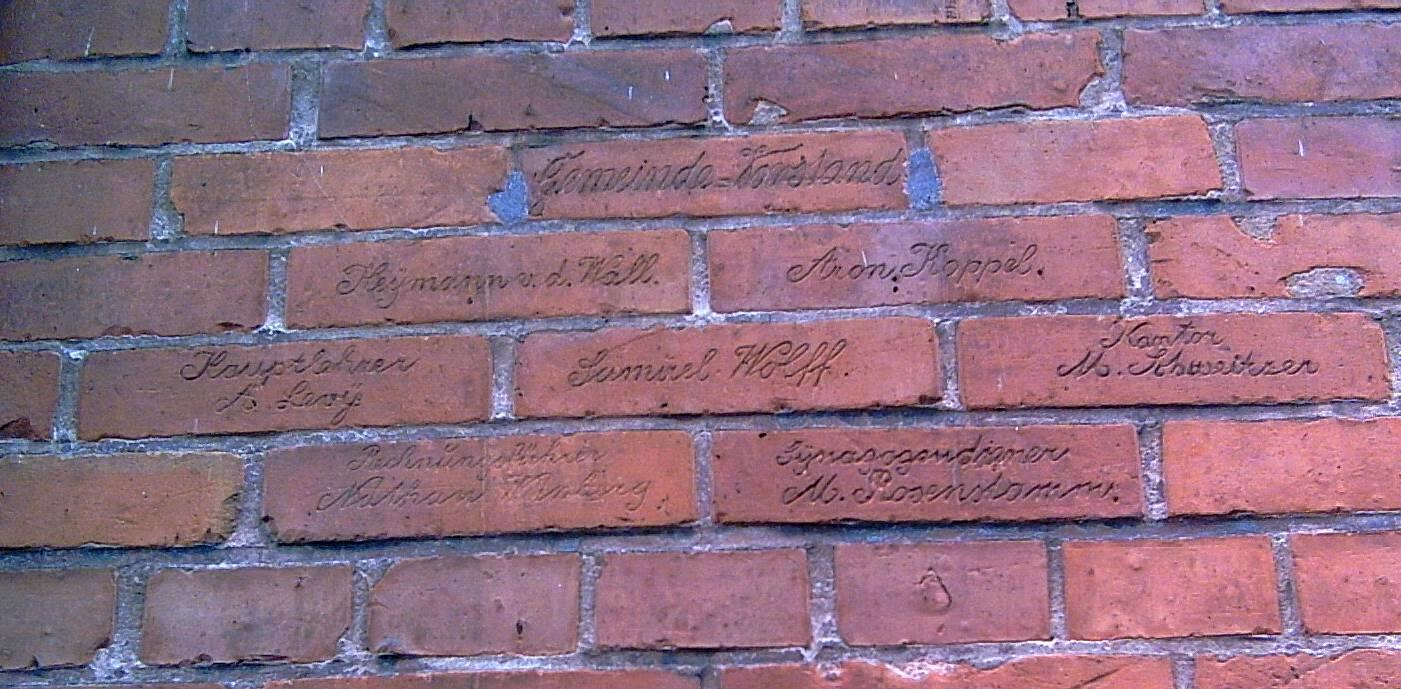
Namen des jüdischen Gemeindevorstandes, eingeritzt in die Wand des jüdischen Lehrerhauses

Das Nachbarhaus am heutigen Synagogenweg 3 ließ die Gemeinde 1891 als Lehrerhaus errichten. In diesem Gebäude wurde die Widerstandskämpferin Recha Freier am 29. Oktober 1892 geboren. Neben der Eingangstür sind die Namen von Gemeindevorstand und -ausschuss sowie das Baujahr in die Steine geritzt. Auch der Name von Rechas Vater Kantor M. Schweitzer ist zu lesen.

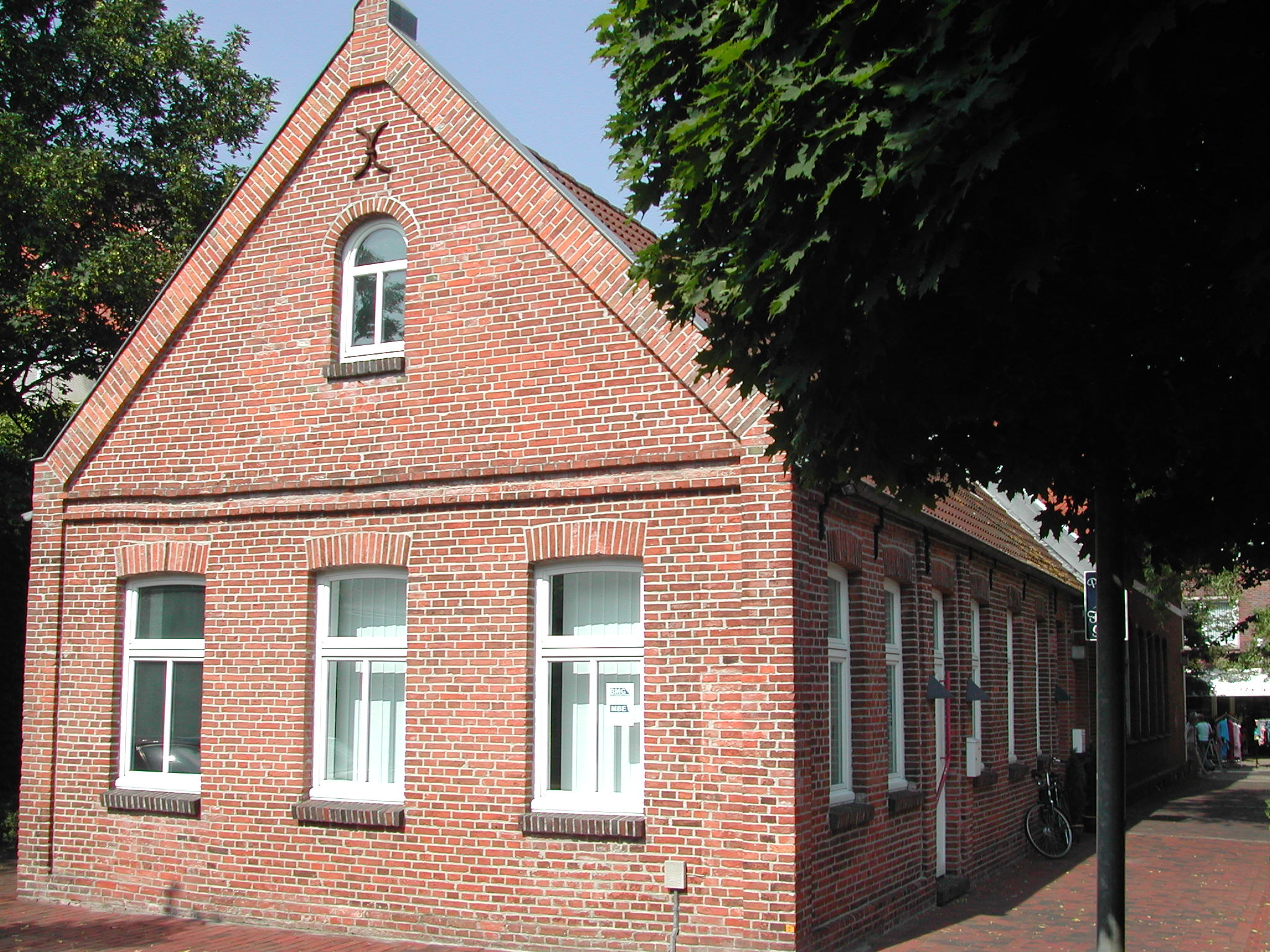
Ehemalige jüdische Schule in Norden

Am Synagogenweg 4 steht die ehemalige jüdische Schule. Sie wurde 1871 als Anbau an das Haus Neuer Weg 110 errichtet. Die Schule hatte einen kleinen Schulgarten, für den Sportunterricht wurde die Turnhalle des Norder Turnvereins genutzt.
Zum Gebäudebestand des ehemaligen Gemeindezentrums gehört auch das Gebäude auf dem Standort der alten Synagoge (heute Synagogenweg/Ecke Neuer Weg). Dieses diente der Gemeinde bis 1871 als Schule. 1903 ließ die Gemeinde das Haus wegen Baufälligkeit abbrechen und mit einer Lehrerwohnung im Obergeschoss neu erbauen.